# Venyera–9
A Venyera–9 (cirill betűkkel: Венера–9, gyári típusjelzése: 4V-1 No. 660) a szovjet Venyera-program kilencedik űrszondája volt. A szovjet Vénusz-szondák harmadik nemzedékének első képviselője, melyet az NPO Lavocskin vállalat fejlesztett és épített. Leszállóegysége először közvetített panorámaképet a Vénusz felszínéről, keringő egysége pedig a bolygó első mesterséges holdja lett. Azonos szerkezetű és műszerezettségű testvérével, a Venyera–10-zel. Küldetésük is megegyezett.

## A küldetés
A Venyera–9 és Venyera–10 küldetése azonos volt. Feladatuk a bolygóközi térség fizikai paramétereinek, a Vénusz körüli viszonyoknak, a bolygó felhőtakarójának, légkörének, és felszíni körülményeinek részletes vizsgálata.

## A keringő egység
A keringő egység feladata a bolygó légkörének és felszínének vizsgálata volt. A műszerek között volt IR-spektrométer a légköri elnyelés és visszaverés mérésére, IR-radiométer a felhők hőmérsékletének mérésére, és UV-spektrométer a felhők alatti rétegek vizsgálatára. De a napszél és a bolygó kölcsönhatását is vizsgálták magnetométerrel, plazmaspektrométerrel és töltöttrészecske-csapdákkal. Miután megszakadt a kapcsolat a leszállóegységgel, és a keringő egység továbbította az adatokat a Földre, megkezdte a több hónapig tartó vizsgálatait a Vénusz körül. Az elvileg 5 hónapra tervezett kutatást a keringő egység kiváló működése miatt meghosszabbították 1976 júniusáig (az eredetileg tervezett 1976. március 22. helyett).

## A leszállóegység
A leszállóegység teljesen új, eredeti koncepciójú. Az űreszközt egy 2,4 átmérőjű, magas hőnek és nyomásnak ellenálló gömb alakú tartályban helyezték el. Ez a védőburok csak a légkörben válik le a leszállóegységről. A mérnökök gondoskodtak az elektronika megfelelő hűtéséről, hogy a műszerek minél tovább működhessenek, valamint az egység alját ütést csökkentő párnával szerelték fel, hogy talajt érő szondarész semmiképp se sérüljön. Az eszköz tömege így 1560 kg.
A felszerelés:
- Akcelerométer – a légköri fékezéskor fellépő túlterhelés mérésére
- Tömegspektrometria – a 63–34 km közötti légkör kémiai összetételének vizsgálatára
- Nefelométer – a légköri fényviszonyok mérésére
- Két fajta Fotométer – a fényerősség rögzítésére
- Anemométer – a szélerősség mérésére
- Gammaspektrométer – a talaj természetes radioaktív elemtartalmának vizsgálatára
- Radiációs sűrűségmérő – segítségével meghatározható felszíni kőzetek sűrűsége
- Panorámakamera – lásd alább

## A Venyera-9 panorámakamerája
A kamera tudományos elnevezése panoráma-telefotométer. Az eszköz tömege 5,8 kg. A berendezés letapogatásos elven működő képfelvevő kamera, amely a látómezejébe eső képet 517 oszlopra, oszloponként pedig 115 képelemre bontja fel. Minden egyes képelemnél 64 fényességi szintet különböztet meg. Egy panorámakép elkészítéséhez és rádión történő továbbításához kb. 30 percre volt szüksége. A kamera 15-15 000 lux megvilágítás mellett képes felvételeket készíteni, de a biztonság kedvéért a felszereltséget két reflektorral is kiegészítették arra az esetre, ha rendkívül rosszak lennének a fényviszonyok.
Ray Bradbury 1950-ben írt novellájában (Esik az eső, egyre esik – „The long rain”) egy dzsungelt képzelt el a bolygó felszínén. Amikor azonban visszaérkezett a Földre az első fénykép a felszínről, világossá vált, hogy a Vénuszon sem nyirkos klíma, sem esőerdő-szerű táj nincs, és valószínűleg sosem épülnek "Napkupolák" az ott élő emberek számára.
Az orosz tudósok aggódtak, hogy nem lesz elegendő fény ahhoz, hogy jó minőségű képet készítsen a kamera. Amikor azonban meglátták az elkészült felvételt, a következőt mondták: "Annyira világos, mint Moszkva egy felhős júniusi napon".

## Az indítás
Az űrszondát pályára állító Proton típusú rakétát a bajkonuri űrrepülőtérről indították útjára. A sikeres start után a Venyera–9 megkapta nemzetközi jelölését (NSSDC ID): 1975-050D. A korábbi R–7-es rakétát azért kellett lecserélni, mert a Venyera–8-hoz képest az űrszonda tömege közel ötszörösére nőtt.

## Az űrrepülés a Vénuszig
A Venyera–9 űrszondát 1975. június 8-án indították Föld körüli parkolópályáról. Két pályakorrekciót kellett végrehajtani útközben, az egyiket június 16-án, a másikat október 15-én. Két nappal a bolygóhoz érkezés előtt, október 22-én szétválasztották a keringő és leszállóegységet. A leszálláshoz egy eddigiektől eltérő módszert választottak. A szétválasztás után a leszállóegység a korábbi pályán maradt, a keringő egység útvonalát viszont úgy módosították, hogy a leszállóegységgel ellentétes oldalról közelítse meg a Vénuszt.

## A leszállás
A leszállóegység 10,7 km/s sebességgel lépett be a Vénusz légkörébe, majd a légellenállás hatására 250 m/s sebességre fékeződött le. Kb. 64 km-es magasságban dobódott le a hővédő gömb teteje, és ekkor nyílt ki a stabilizáló ejtőernyő. A sebesség 150 m/s-ra csökkent. 11 másodperccel később kinyílt a fékezőernyő, ami tovább lassította a zuhanást. A rádió és a műszerek is ekkor kapcsolódtak be. 4 másodperccel később ledobódott a hővédő tartály alsó fele is. Az egység sebessége 50 m/s-ra csökkent a 15 másodpercig működő fékezőernyőknek köszönhetően. Kb. 61 km-es magasságban kinyílt a főejtőernyő, melynek felülete 180 négyzetméter volt. Az 50 km-es magasságig tartó ereszkedés 20 percig tartott, ez idő alatt a műszerek sikeresen vizsgálták a felhőréteget. A felhőréteg vizsgálata után ledobták a főernyőt, hogy a több idő maradjon a felszíni vizsgálatokra. A leszállás a körgyűrű alakú szárnyakkal folytatódott. A légkör sűrűsége miatt a leszállóegység 7 m/s sebességgel ért Vénuszt. A teljes leszállás 74,5 percig tartott.

## A felszínen

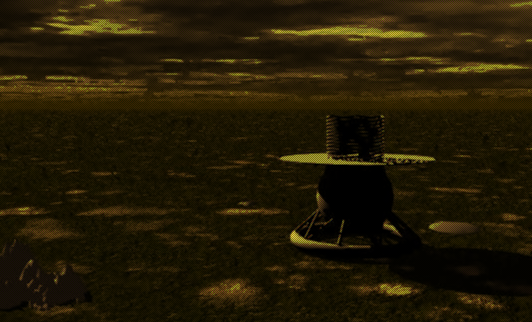
Fantáziakép a leszállóegységről

A felszínen mért hőmérséklet 455 °C, a nyomás pedig 8,8 MPa. Ezen adatok alapján a leszállóhely az átlagos Vénusz-felszínnél kb. 2400 méterrel magasabban helyezkedik el. 2 perc 8 másodperccel a leszállást követően elkezdődött a panorámafelvétel készítése, mely a teljes 53 perces kapcsolat alatt folytatódott. Azonban csak az egyik kamera fedele nyílt ki, így a tervezett 360°-os panorámakép helyett csak 180°-os képet tudott készíteni. Ez idő alatt az egység többi műszere is működésbe lépett. Ez idő alatt egy teljes 174°-os és egy 124°-os részleges képet készített a kamera. Az adás végén a belső hőmérséklet nem haladta meg a 60 °C-ot, és a berendezés tovább folytatta működését. A rádiókapcsolat azért szakadt meg, mert a keringő egység kilépett a megfelelő zónából. A kapcsolat így is lényegesen tovább tartott a tervezett 30 percnél.

## Az adatátvitel
Mivel a leszállóegység a Vénusz nappali oldalán ért a felszínre, ezért geometriai okokból a közvetlenül a Földre nem lehetett továbbítani a rádiójeleket (a Vénusz nappali oldala a Nap felé néz, nem a Föld felé). A közvetítő szerepét a keringő egység töltötte be. A felszínről 512 bit/s sebességgel érkező adatfolyamot az űrszonda tárolta, majd 3072 bit/s sebességgel továbbította a Földre.

## A legérdekesebb tudományos eredmények

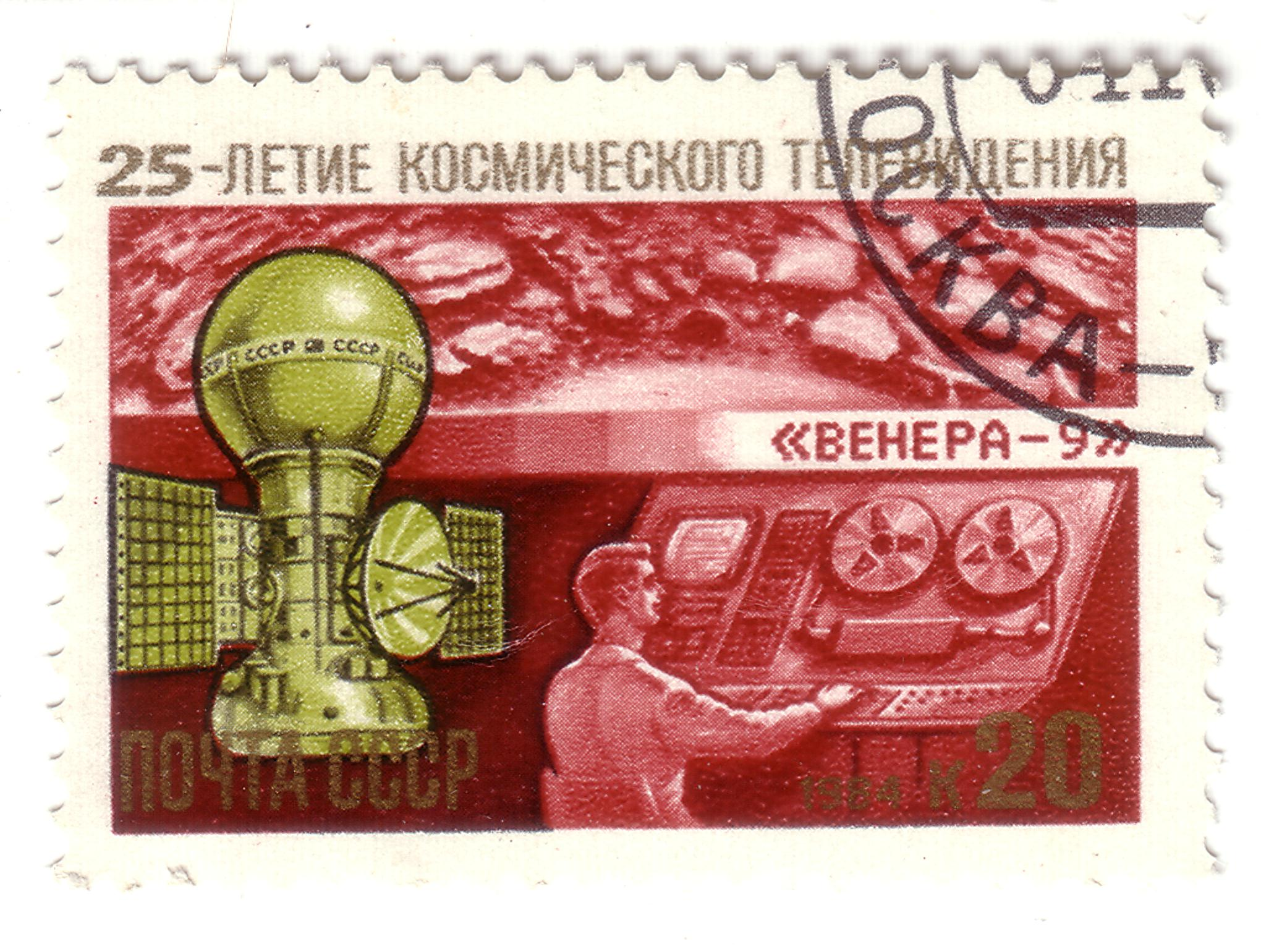
Az emlékbélyeg

A rádiólokációs vizsgálatok kimutatták, hogy a Vénusz felszínén egyes területek még a Hold medencéinél is egyenletesebbek, de felfedeztek több kilométer szintkülönbséget mutató hegyes vidékeket is. A szélmérések bizonyították, hogy a felhőrétegek szuperrotációt végeznek, azaz 4 nap alatt körbekerülik a bolygót. Ez 100 m/s-os sebességet jelent. A felszíni szélmérések 0,4–1,3 m/s sebességű szelet jeleztek, ennek mértéke azonban a magassággal erősen növekszik: 40–50 km-en a szél elérheti a másodpercenkénti 50–60 méteres sebességet is. Már korábban is feltételezték, hogy a felszíni rendkívül magas hőmérséklet oka az üvegházhatás. Ezt most bizonyítani is tudták, hiszen a leszállóegység műszerei kimutatták, hogy a napfény eléri a bolygó felszínét, tehát a kisebb hullámhosszú fénysugárzást átengedi a légkör, de a nagyobb hullámhosszú hősugárzást már nem. További vizsgálatok, melynek során a napszél és a Vénusz kölcsönhatását elemezték, kimutatták, hogy a bolygónak nincs jelentős belső eredetű mágneses tere.

## Külső hivatkozások
- A Venyera–9 és Venyera–10 az űrszondát kifejlesztő és gyártó NPO Lavocskin vállalat honlapján (oroszul)